# Good Karma
Good Karma é o décimo e último álbum de estúdio do duo sueco Roxette, lançado em 3 de junho de 2016, pela Parlophone/Warner Music Group. 
A dupla iria promover o álbum na etapa final da turnê RoXXXette 30th Anniversary Tour, começando em 3 de junho de 2016, mas foi cancelado após a vocalista Marie Fredriksson ser aconselhada pelos médicos a evitar turnês, devido à sua saúde. Pelas redes sociais, Marie enviou uma mensagem de agradecimento aos fãs por seus desejos e disse que "simplesmente não é forte o suficiente para as turnês, e aguarda o lançamento do novo álbum", o qual considera ser o melhor da dupla. 
Per Gessle disse que para o novo álbum, a banda queria combinar o som clássico do Roxette com uma produção moderna e um pouco imprevisível para criar uma dinâmica sonora, misturando o novo ao antigo.

## Desempenho comercial
O álbum foi um sucesso comercial após o lançamento. Ele estreou no número 1 na República Checa, o número 2 na Suíça e Suécia e fez o top 10 na Áustria, Hungria, Brasil, Rússia e Espanha. Tornou-se o primeiro álbum do Roxette a entrar no top 100 no Reino Unido desde 1999 de Have a Nice Day, estreando no número 61 em sua primeira semana, com vendas de 1.682 unidades.  Na Austrália, chegou ao número 25, mais alta colocação da dupla lá desde Crash! Boom! Bang! em 1994 e o primeiro álbum desde Charm School (2011).

## Recepção da crítica
O site alemão de notícias Mittelbayerische Zeitung avaliou o álbum como "impressionante", elogiando a primeira faixa "Why Don'tcha?" e "From a Distance". 
Markus Larsson do maior jornal da Suécia, Aftonbladet, elogiou o álbum e disse que a faixa de encerramento "April Clouds" seria um "belo adeus", se este for de fato o último álbum da banda. 

## Alinhamento das faixas
| N.º | Título                            | Compositor(es)               | Duração |  |
| 1.  | "Why Dontcha?"                    | Per Gessle                   | 2:45    |  |
| 2.  | "It Just Happens"                 | Per Gessle                   | 3:46    |  |
| 3.  | "Good Karma"                      | Per Gessle, Addeboy vs Cliff | 3:19    |  |
| 4.  | "This One"                        | Per Gessle                   | 3:11    |  |
| 5.  | "You Make It Sound so Simple"     | Per Gessle, Addeboy vs Cliff | 3:42    |  |
| 6.  | "From a Distance"                 | Per Gessle                   | 3:30    |  |
| 7.  | "Some Other Summer"               | Per Gessle                   | 3:08    |  |
| 8.  | "Why Don't You Bring Me Flowers?" | Per Gessle                   | 3:32    |  |
| 9.  | "You Can't Do This to Me Anymore" | Per Gessle, Mats Persson     | 3:50    |  |
| 10. | "20 BPM"                          | Per Gessle, Addeboy vs Cliff | 3:48    |  |
| 11. | "April Clouds"                    | Per Gessle                   | 3:39    |  |

## Desempenho nas paradas musicais
| Parada musical (2016)                 | Melhor posição |
| ------------------------------------- | -------------- |
| Alemanha (Offizielle Deutsche Charts) | 11             |
| Austrália (ARIA)                      | 25             |
| Áustria (Ö3 Austria Top 40)           | 10             |
| Bélgica (Ultratop Flandres)           | 18             |
| Bélgica (Ultratop Valônia)            | 50             |
| Escócia (Official Scottish Albums)    | 44             |
| Espanha (PROMUSICAE)                  | 10             |
| Finlândia (Suomen virallinen lista)   | 20             |
| Hungria (MAHASZ)                      | 6              |
| Itália (FIMI)                         | 90             |
| Noruega (VG-lista)                    | 29             |
| Países Baixos (Dutch Charts)          | 36             |
| Polónia (ZPAV)                        | 36             |
| Reino Unido (Official Albums Chart)   | 61             |
| República Tcheca (ČNS IFPI)           | 1              |
| Suécia (Sverigetopplistan)            | 2              |
| Suíça (Schweizer Hitparade)           | 2              |